# مديح نبوي
المديح النبوي، هو الشعر الذي يهتم بمدح رسول الإسلام محمد بن عبد الله بتعداد صفاته الخُلُقية والخَلقية وإظهار الشوق لرؤيته وزيارته والأماكن المقدسة التي ترتبط بحياته، مع ذكر معجزاته الماديّة والمعنويّة ونظم سيرته شعراً والإشادة بغزواته وصفاته والصلاة عليه تقديراً وتعظيماً. وغالبا ما يتداخل المديح النبوي مع قصائد التصوف وقصائد المولد النبوي.
وتعرف المدائح النبوية كما يقول زكي مبارك بأنها: «فن من فنون الشعر التي أذاعها التصوف، فهي لون من التعبير عن العواطف الدينية، وباب من الأدب الرفيع؛ لأنها لا تصدر إلا عن قلوب مفعمة بالصدق والإخلاص».

## خصائص المديح النبوي
من أهم مميزات المديح النبوي أنه شعر ديني ينطلق من رؤية إسلامية، تطبعه الروحانية الصوفية من خلال التركيز على الحقيقة المحمدية التي تتجلى في السيادة والأفضلية باعتباره سيد الكون والمخلوقات، وأنه أفضل البشر خِلقة وخُلقاً. ويتميز المديح النبوي أيضاً بصدق المشاعر ونبل الأحاسيس ورقة الوجدان وحب النبي محمد بن عبد الله طمعاً في شفاعته يوم الحساب.

## تاريخ المديح النبوي
ظهر المديح النبوي مبكراً مع مولد رسول الإسلام محمد بن عبد الله، وأذيع بعد ذلك مع انطلاق الدعوة الإسلامية وشعر الفتوحات الإسلامية إلى أن ارتبط بالشعر الصوفي مع ابن الفارض وغيره. ولكن هذا المديح النبوي لم ينتعش ويزدهر ويترك بصماته إلا مع الشعراء المتأخرى ن وخاصة مع الشاعر البوصيري في القرن السابع الهجري.
وهناك اختلاف بين الباحثين حول نشأة المديح النبوي، فهناك من يقول بأنه إبداع شعري قديم ظهر مع الدعوة النبوية والفتوحات الإسلامية مع الصحابة حسان بن ثابت الملقب بـ «شاعر الرسول» والذي كان ينصب له منبراً يلقي فيه الشعر والمديح، وكعب بن مالك وكعب بن زهير وعبد الله بن رواحة. وهناك من يذهب إلى أن هذا المديح فن مستحدث لم يظهر إلا في القرن السابع الهجري مع الشاعر البوصيري في قصيدته البردة وابن دقيق العيد.

### في حياة النبيمحمد بن عبد الله
كان من أوئل من نظم شعر المديح النبوي في حياته ما قاله عمّه العباس بن عبد المطلب، لما قال: يا رسول الله؟ أريد أن أمتدحك. فقال رسول الله: قل لا يفضض الله فاك. فأنشأ يقول:
وكذا عمّه أبو طالب، إذ مدحه قائلاً في لاميته:
ومدحه الصحابي كعب بن زهير في قصيدة مشهورة عرفت بـ «البردة»، لأن النبي محمد بن عبد الله كساه بردته عندما أنشدها، والتي أوّلها:
ولما أنشد كعب قصيدته هذه وبلغ قوله:
أشار صلى الله عليه وآله بكمه إلى الخلق ليسمعوا منه.
وتقول عائشة بنت أبي بكر: كان رسول الله صلى الله عليه وآله يخصف نعله وكنت جالسة أغزل فنظرت إليه فجعل جبينه يعرق وعرقه يتولد نوراً، فبهت، فنظر إلي فقال: مالك بهت؟ فقلت: يا رسول الله، نظرت إليك فجعل جبينك يعرق وعرقك يتولد نوراً، ولو رآك أبو كبير الهذلي لعلم أنك أحق بشعره، قال: وما يقول أبو كبير؟ قلت: يقول:
قالت: فوضع رسول الله صلى الله عليه وآله ما كان بيده وقام وقبل ما بين عيني وقال: جزاك الله خيرا يا عائشة، ما سررت مني كسروري منك.

### بعد وفاة النبيمحمد بن عبد الله

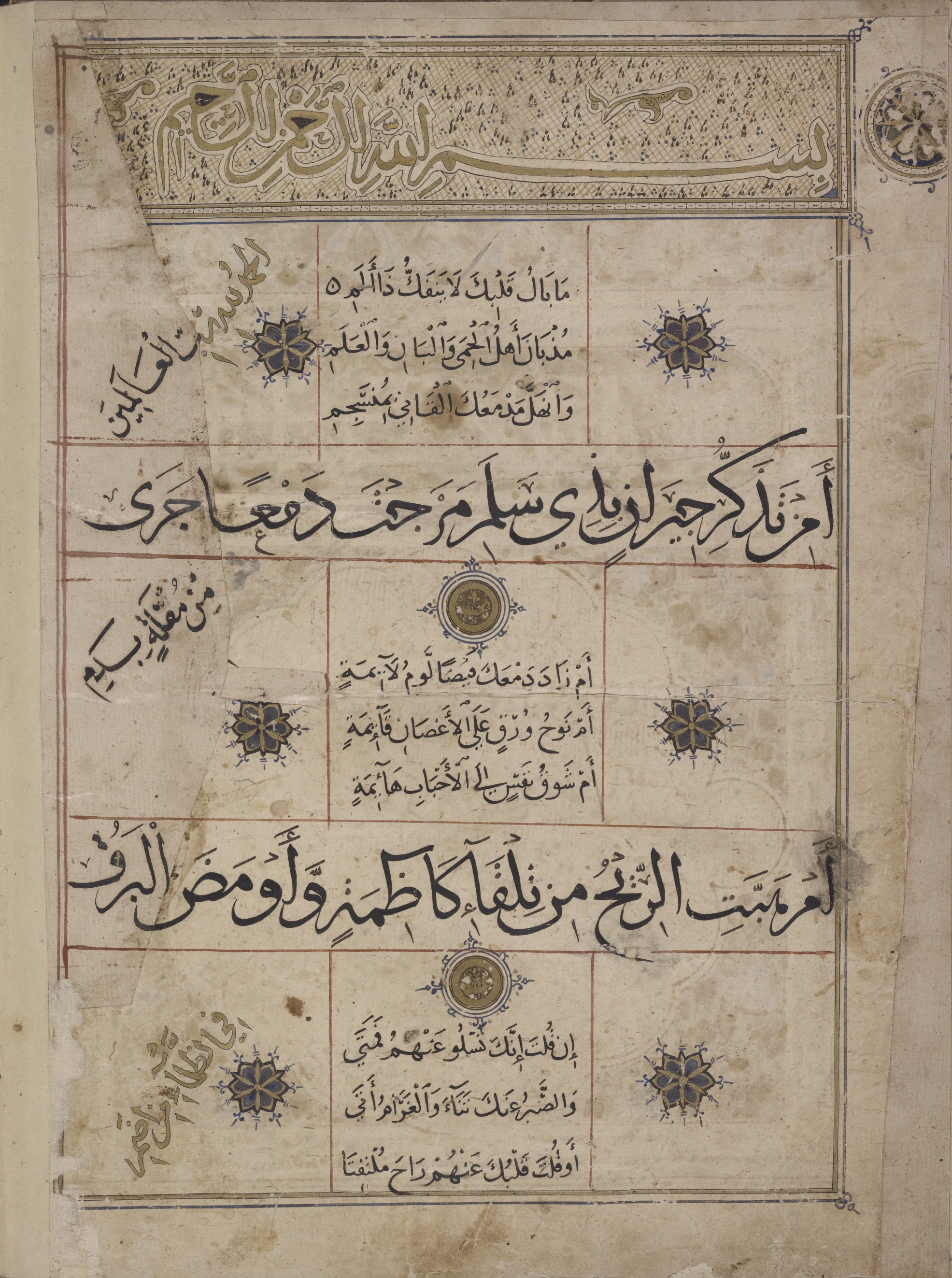
قصيدة البردة للبوصيري أحد أبرز القصائد في مدح النبي محمد

وللشاعر العباسي مهيار الديلمي عشرات من القصائد الشعرية في مدح أهل البيت والإشادة بخلال الرسول وصفاته الحميدة. ولكن يبقى البوصيري بحسب كثير من المؤرخين الذي عاش في القرن السابع الهجري من أهم شعراء المديح النبوي كما في قصيدته الميمية المسمى بـ «البردة» أو «الكواكب الدريَّة في مدح خير البرية»، والتي مطلعها:
وقد عورضت هذه القصيدة من قبل الكثير من الشعراء القدامى والمحدثين والمعاصرين، ومن أهم هؤلاء الشعراء ابن جابر الأندلس في ميميته التي استعمل فيها المحسنات البديعية بكثرة في معارضته الشعرية التي مطلعها:
ومن شعراء المديح النبوي المتأخرى ن الذين عارضوا ميمية البوصيري عبد الله الحموي الذي عاش في القرن التاسع وكان مشهورا بميميته:

## كتب في المديح النبوي
- المجموعة النبهانية في المدائح النبوية، تأليف: يوسف النبهاني.
- موسوعة المدائح النبوية، تأليف: عبد القادر الشيخ علي أبو المكارم.
- المطالع الشمسية في المدائح النبوية، تأليف: النواجي، المتوفى سنة 859 هـ.
- المدائح النبوية حتى نهاية العصر المملوكي، تأليف: محمود سالم محمد.
- المدائح النبوية في الأدب العربي، تأليف: زكي مبارك.

## مداحون
من أشهر المداحين:
- الصحابي حسان بن ثابت.
- الصحابي عبد الله بن رواحة.
- الصحابي كعب بن مالك.
- الصحابي كعب بن زهير.
- الفرزدق، المتوفى سنة 110 هـ.
- شرف الدين البوصيري، المتوفى سنة 695 هـ.
- يوسف النبهاني، المتوفى سنة 1289 هـ.
- أحمد شوقي أمير الشعراء، المتوفى سنة 1350 هـ.